# العلاقات الفنلندية الكرواتية
العلاقات الفنلندية الكرواتية هي العلاقات الثنائية التي تجمع بين فنلندا وكرواتيا.

## مقارنة بين البلدين
هذه مقارنة عامة ومرجعية للدولتين:
| وجه المقارنة                                              | فنلندا                                                                               | كرواتيا                                                  |
| --------------------------------------------------------- | ------------------------------------------------------------------------------------ | -------------------------------------------------------- |
| المساحة (كم2)                                             | 338.42 ألف                                                                           | 56.59 ألف                                                |
| عدد السكان (نسمة)                                         | 5.52 مليون                                                                           | 4.11 مليون                                               |
| الكثافة السكانية (ن./كم²)                                 | 16.31                                                                                | 72.63                                                    |
| العاصمة                                                   | هلسنكي                                                                               | زغرب                                                     |
| اللغة الرسمية                                             | اللغة الفنلندية، اللغة السويدية                                                      | اللغة الكرواتية                                          |
| العملة                                                    | يورو، ماركا فنلندية                                                                  | كونا كرواتية                                             |
| الناتج المحلي الإجمالي (بليون دولار)                      | 251.88 مليار                                                                         | 54.85 مليار                                              |
| الناتج المحلي الإجمالي (تعادل القوة الشرائية) بليون دولار | 231.84 مليار                                                                         | 94.64 مليار                                              |
| الناتج المحلي الإجمالي الاسمي للفرد دولار أمريكي          | 42.31 ألف                                                                            | 11.54 ألف                                                |
| الناتج المحلي الإجمالي للفرد دولار أمريكي                 | 40.68 ألف                                                                            | 21.64 ألف                                                |
| مؤشر التنمية البشرية                                      | 0.883                                                                                | 0.818                                                    |
| رمز المكالمات الدولي                                      | +358                                                                                 | +385                                                     |
| رمز الإنترنت                                              | .fi                                                                                  | .hr                                                      |
| المنطقة الزمنية                                           | ت ع م+02:00، ت ع م+03:00، أوروبا/هلسنكي ‏، توقيت شرق أوروبا، توقيت شرق أوروبا الصيفي ‏ | توقيت وسط أوروبا، ت ع م+01:00، ت ع م+02:00، أوروبا/زغرب ‏ |

## منظمات دولية مشتركة
يشترك البلدان في عضوية مجموعة من المنظمات الدولية، منها:
| علم المنظمة | اسم المنظمة                               | تاريخ انضمام فنلندا | تاريخ انضمام كرواتيا |
| ----------- | ----------------------------------------- | ------------------- | -------------------- |
|             | الاتحاد الأوروبي                          | 1995                | 1 يوليو 2013         |
|             | وكالة ضمان الاستثمار متعدد الأطراف        | 28 ديسمبر 1988      | 19 مارس 1993         |
|             | الأمم المتحدة                             | 14 ديسمبر 1955      | 22 مايو 1992         |
|             | الفريق المعني برصد الأرض                  | ?                   | ?                    |
|             | مركز تنسيق الحركة في أوروبا ‏              | ?                   | ?                    |
|             | منظمة حظر الأسلحة الكيميائية              | ?                   | ?                    |
|             | منظمة التجارة العالمية                    | 1995                | ?                    |
|             | منظمة الشرطة الجنائية الدولية             | ?                   | ?                    |
|             | منظمة الأمن والتعاون في أوروبا            | 25 يونيو 1973       | 24 مارس 1992         |
|             | مؤسسة التنمية الدولية                     | 29 ديسمبر 1960      | 25 فبراير 1993       |
|             | يونسكو                                    | 10 أكتوبر 1956      | 1 يونيو 1992         |
|             | مجلس أوروبا                               | 5 مايو 1989         | ?                    |
|             | الاتحاد البريدي العالمي                   | ?                   | ?                    |
|             | البنك الدولي للإنشاء والتعمير             | 14 يناير 1948       | 25 فبراير 1993       |
|             | اتفاقية السماوات المفتوحة                 | ?                   | ?                    |
|             | المنظمة الهيدروغرافية الدولية             | ?                   | ?                    |
|             | الاتحاد الدولي للاتصالات                  | 1 سبتمبر 1920       | 3 يونيو 1992         |
|             | مؤسسة التمويل الدولية                     | 20 يوليو 1956       | 25 فبراير 1993       |
|             | المنظمة الأوروبية لسلامة الملاحة الجوية   | 2001                | 1997                 |
|             | المركز الدولي لتسوية المنازعات الاستشارية | 8 فبراير 1969       | 22 أكتوبر 1998       |
|             | مجموعة أستراليا                           | 1991                | 2007                 |
|             | مجموعة الموردين النوويين                  | ?                   | ?                    |

## وصلات خارجية
- موقع وزارة الخارجية الفنلندية
- موقع وزارة الخارجية الكرواتية